# Festival Musikdorf Ernen

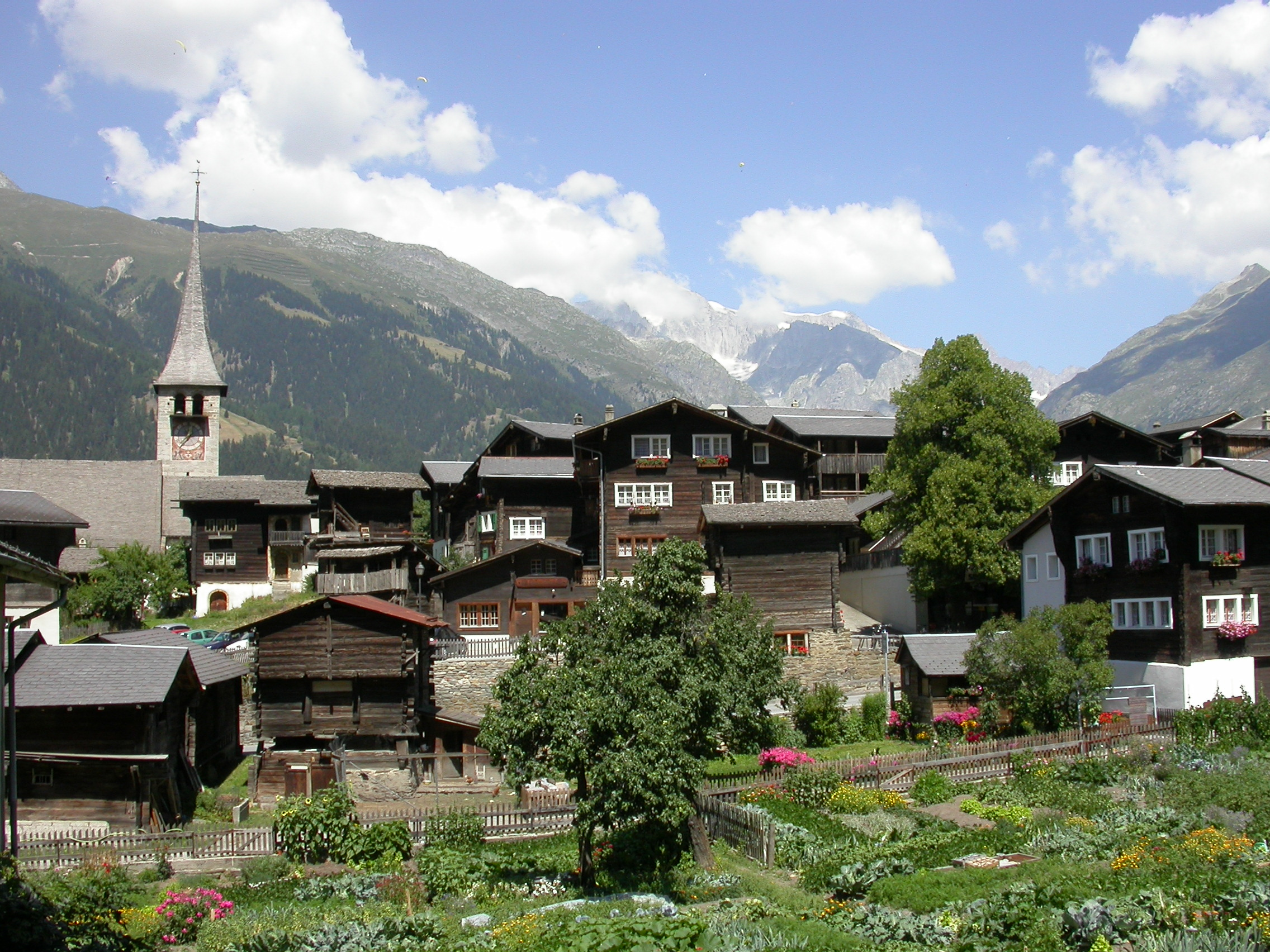
Ernen mit Kirche (2002)

Das Musikdorf Ernen ist ein internationales Festival mit einem Schwerpunkt auf klassische Musik und Literatur in der Schweizer Gemeinde Ernen im Obergoms. Seit 1974 findet das Festival jährlich statt und umfasst zwischen Juni und September ein Programm aus Konzerten, Lesungen und Workshops.

## Geschichte und Leitung
Gründer des Festivals war der ungarische Pianist und Musikpädagoge György Sebők, welcher in den frühen Jahren des Festivals während jeweils drei Wochen einen Meisterkurs gab und parallel dazu Konzerte organisierte. Mittlerweile hat sich das Programm des Festivals erweitert und zieht ein Publikum und Musiker aus der ganzen Welt an.
Die Idee einer kulturell-musikalischen Lehrstätte in dem schweizerisch-alpinen Bergdorf Ernen im Kanton Wallis kam György Sebők während eines Urlaubs 1972. Zwei Jahre darauf veranstaltete der Klavierpädagoge den ersten Meisterkurs für Klavier- und Kammermusik. Mit wachsendem Publikum an den Konzerten im Rahmen des Meisterkurses entschieden die Verantwortlichen, ab 1987 im Anschluss an den Meisterkurs ein zweiwöchiges «Festival der Zukunft» mit jeweils fünf Konzerten zu organisieren.
1988 wurde zur Organisation und Veranstaltung des Festivals der «Verein Musikdorf Ernen» gegründet. Die künstlerische Leitung des Festivals hatte György Sebők bis zu seinem Tod 1999 inne. Mit dem Verlust des künstlerischen Leiters durchlebte das Festival eine Umbruchsphase bis zur Neuausrichtung 2004. Unter dem eingesetzten Intendanten Francesco Walter wurde das Programm umgestaltet, erweitert und in mehrere Sparten aufgeteilt. Neben den Kammermusik-, Klavier-, Barock- und Orchesterkonzerten wurden in den folgenden Jahren Literatur- und Schreibseminare, Tanzperformances und Jazzkonzerte ins Programm aufgenommen. Offiziell geändert wurde der Name des Festivals 2012, seitdem trägt es den heutigen Namen «Musikdorf Ernen».
In den Jahren nach der Neuausrichtung konnte das Festival seinen Ruf und seine Bekanntheit in der Klassikszene ausbauen. Der Insider-Status wurde in dieser Zeit überwunden und das Festival setzt mittlerweile über 7000 Tickets pro Konzertsaison ab (Stand 2020). 2013 wurde das Festival mit dem Prix Montagne ausgezeichnet und 2015 erhielt das Musikdorf Ernen den Doron-Preis. Vom Walliser Staatsrat erhielt das Festival 2019 den «Kultur- und Wirtschaftspreis Wallis 2019».

## Programmgestaltung und Struktur
Seit seiner Umgestaltung und Neuformierung im Jahr 2004 hat das Festival «Musikdorf Ernen» kontinuierlich das Programmspektrum erweitert. Regelmässige Bestandteile des Festivals, nach chronologischem Ablauf, sind:
- «Kammermusik kompakt»
- Klavier (seit 2013 mit Konzerteinführungen von Wolfgang Rathert)
- Biographie-Werkstatt – seit 2012 geleitet von Brigitte Boothe (während der Klavierwoche)
- «Barock» – kuratiert von Ada Pesch, 1. Konzertmeisterin der Philharmonia Zürich und von der Bratschistin Deirdre Dowling
- «Kammermusik plus» – kuratiert von dem Pianisten Alasdair Beatson. Ehemalige musikalische Leiter waren Xenia Jankovic und Paolo Giacometti
- «Klavier kompakt»
- «Newcomers» (seit 2018 in Kooperation mit der ORPHEUS Swiss Chamber Music Competition)

Jüngere Programmerweiterungen des Festivals liegen bei:
- Jazzmusik
- Volksmusik
- «Querlesen» – (seit 2008) mit variierenden Autoren als Gäste und moderiert von Bettina Böttinger
- Open-Air-Aufführungen
- Tanzperformance

Ehemalige Programmsparten:
- Schreib- / Literaturseminare – geleitet von Donna Leon und, über die Jahre wechselnd, Judith Flanders, Richard Powers, Tom Holland und Elisabeth Bronfen[7]

Das «Musikdorf Ernen» legt grossen Wert auf die Musikvermittlung und bietet vor vielen Konzerten Einführungen vor Ort oder als Podcast an. Gelegentlich zählt das Festival auch Künstlergespräche und Hörwerkstätten zu seinem Angebot.
Eine Besonderheit ist das festivaleigene Ensemble «Aernen Barock», ein orchestra-in-residence.
Die Programme am Festival Musikdorf Ernen beinhalten oft Musik von selten aufgeführten bzw. wenig bekannten Komponisten. Der Anspruch, weniger populäre Stücke zu Anerkennung unter Musikfreunden zu verhelfen, bezieht sich im Besonderen auf die Reihen «Barock» und «Kammermusik plus». Darüber hinaus sieht es das Festival als seine Aufgabe, junge Musiker zu fördern. Regelmässig werden gemeinsame Auftritte von etablierten Musikern mit jungen Talenten ermöglicht.
Seit 1999 traten in der Klavierwoche regelmässig auch mit Finalisten des Concours Géza Anda auf.
In dem Bestreben, zeitgenössische und klassische Musik miteinander zu verbinden, vergibt das Festival regelmässig Kompositionsaufträge, in den letzten Jahren u. a. an Philip Glass, Alfred Zimmerlin, Ivan Jevtić, Violeta Dinescu, Helena Winkelman, Thomas Larcher, Tom Coult und Andreas Zurbriggen.

## Veranstaltungsorte
Die zentralen Spiel- und Veranstaltungsorte des Festivals sind:
- Pfarrkirche Ernen, zwischen 1510 und 1518 erbaut
- Tellenhaus, Gemeinde- und Versammlungshaus aus dem Jahr 1578, benannt nach den Fresken an der Aussenfassade, die Szenen aus der Legende des schweizerischen Nationalhelden Wilhelm Tell zeigen.

Gastkonzerte gibt das Musikdorf Ernen in:
- Fondation Pierre Gianadda in Martigny
- Stockalperschloss in Brig

## Filme und Radiosendungen
- György Sebők, la musique comme langue maternelle. Etienne Blanchon / altomedia (Frankreich 2010).
- György Sebők, une leçon de musique. Etienne Blanchon / altomedia, Idéale Audience International (Frankreich 1998).
- György Sebök, 20 ans déjà qu'il nous quittait. Catherine Buser / Radio Télévision Suisse (25. November 2019) (online abrufbar).
- György Sebök, une leçon de musique et de vie. Catherine Buser / Radio Télévision Suisse (26. November 2019) (online abrufbar).